# کینگز لنگلی
کینگز لنگلی (به انگلیسی: Kings Langley) یک روستا و محله مدنی در بریتانیا است که در داکورام واقع شده‌است. کینگز لنگلی ۵٬۰۷۲ نفر جمعیت دارد.